# Алмейда д’Эса, Висенте
Висенте Мануэль де Моура Коутиньо де Алмейда д’Эса (порт. Vicente Manuel de Moura Coutinho de Almeida d’Eça; род. 31 июля 1918 — 14 октября 2018) — губернатор Португальского Кабо-Верде в 1974—1975 годах.

## Биография
В 1936 году он поступил в военно-морскую школу «Эскола», где был одним из первых классов, посещавших занятия на объектах Альфейте, которые он окончил в 1939 году. Позже, в 1942 году, он получил лицензию морского лётчика. В следующем году он женился на Марии Эмилии душ Рейс Нето де Алмейда д’Эса, от которой у него было трое детей (Пауло Мануэль Нето де Алмейда д’Эса; Фернандо Нето де Алмейда д’Эса и Мария Тереза Нето де Алмейда д’Эса).
10 декабря 1954 года он стал офицером Военного ордена Ависа, а 17 июля 1956 года был повышен до кавалера того же ордена. 30 июля 1957 года он стал кавалером ордена «За морские заслуги Испании», 28 апреля 1966 года он был произведён в кавалеры Национального ордена Почётного легиона Франции, а 25 июля 1977 года был награждён Большим крестом ордена «За морские заслуги Испании».
Умер 13 октября 2018 года, похоронен на кладбище Празерес. На момент своей смерти он был деканом офицеров Армады в возрасте 100 лет.